# Ras Atiya
Ras Atiya, en arabe : رأس عطيّه, est un village du gouvernorat de Qalqilya en Palestine. Il est situé à 11 km au sud de Qalqilya en Cisjordanie.
Selon le recensement du bureau central palestinien des statistiques, la localité compte une population de 2 129 habitants en 2017.